# Rede de estradas autonómicas de Espanha
A rede de estradas autónomas forma parte da Rede Secundária de Estradas da Espanha. Também são chamadas estradas secundárias de primeiro nível. São as estradas mais importantes da comunidade autónoma e normalmente suportam bastante trânsito. Pelo que normalmente são mais larga e às vezes podem estar desdobradas como via rápida. São da competência das comunidades autónomas. A sua identificação é de laranja ou de azul (se são via rápida), com a letra ou letras que identificam a comunidade autónoma pertencente, e um código numérico que pode ser de 2 ou 3 dígitos identificado por ordem da estrada que corresponde com o lugar que ocupa o respectivo na rede principal.
Se é uma estrada:   X-??    X-??? 
Se é uma via rápida:   X-?? 

## Lista de estradas autónomas
| Comunidade Autónoma   | Via     | Denominação da Via                                        | Itinerário                                                                                              |
| --------------------- | ------- | --------------------------------------------------------- | --- |
| Andaluzia             | A-92    | -                                                         | Sevilha - Antequera - Granada - Guadix - Almería                                                        |
| Andaluzia             | A-92G   | -                                                         | Santa Fé - Granada                                                                                      |
| Andaluzia             | A-92M   | -                                                         | Estación de Salinas - Puerto de las Pedrizas                                                            |
| Andaluzia             | A-92N   | -                                                         | Guadix - Fronteira Andaluzia - Região da Murcia                                                         |
| Andaluzia             | A-316   | Autovía del Olivar                                        | Úbeda - Jaén - Martos - N-432                                                                           |
| Andaluzia             | A-318   | -                                                         | Estepa - A-45 - Lucena - Cabra - N-432                                                                  |
| Andaluzia             | A-381   | -                                                         | Jerez de la Frontera - Los Barrios                                                                      |
| Aragão                | -       | -                                                         | - |
| Astúrias              | AS-1    | Autovía Minera                                            | Gijón - Mieres                                                                                          |
| Astúrias              | AS-2    | Autovía Industrial                                        | Oviedo - Gijón                                                                                          |
| Astúrias              | AS-11   | -                                                         | Vegadeo - Alto de la Garganta                                                                           |
| Astúrias              | AS-12   | -                                                         | Navia - Grandas de Salime                                                                               |
| Astúrias              | AS-13   | -                                                         | Pesoz - Alto de la Garganta                                                                             |
| Astúrias              | AS-14   | -                                                         | Grandas de Salime - Puente del Infierno                                                                 |
| Astúrias              | AS-15   | -                                                         | Cornellana - Puerto de Cerredo                                                                          |
| Astúrias              | AS-16   | -                                                         | Soto del Barco - Cornellana                                                                             |
| Astúrias              | AS-17   | -                                                         | Avilés - Langreo                                                                                        |
| Astúrias              | AS-18   | -                                                         | Oviedo - Gijón                                                                                          |
| Astúrias              | AS-19   | -                                                         | Gijón - Avilés                                                                                          |
| Astúrias              | AS-110  | -                                                         | Candás - Tabaza                                                                                         |
| Astúrias              | AS-111  | -                                                         | Langreo - Mieres                                                                                        |
| Astúrias              | AS-112  | -                                                         | Ujo - Cabañaquinta                                                                                      |
| Astúrias              | AS-114  | -                                                         | Cangas de Onís - Panes                                                                                  |
| Astúrias              | AS-115  | -                                                         | Posada de Llanes - Robellada                                                                            |
| Astúrias              | AS-116  | -                                                         | Olloniego - Langreo                                                                                     |
| Astúrias              | AS-117  | -                                                         | Langreo - Puerto de Tarna                                                                               |
| Astúrias              | AS-118  | -                                                         | Luanco - Veriña                                                                                         |
| Ilhas Baleares        | E-10    | Ronda de Ibiza                                            | Palma de Mallorca - Peguera                                                                             |
| Ilhas Baleares        | E-20    | Segunda Ronda de Ibiza                                    | C-733 - PM-801                                                                                          |
| Ilhas Baleares        | C-731   | -                                                         | Ibiza - Sant Antoni de Portmany                                                                         |
| Ilhas Baleares        | C-733   | -                                                         | Ibiza - Portinatx                                                                                       |
| Ilhas Baleares        | PM-801  | -                                                         | Ibiza - Aeroporto de Ibiza                                                                              |
| Ilhas Baleares        | Ma-1    | -                                                         | Palma de Mallorca - Andratx                                                                             |
| Ilhas Baleares        | Ma-11   | -                                                         | Palma de Mallorca - Sóller                                                                              |
| Ilhas Baleares        | Ma-12   | -                                                         | Artá - Alcudia                                                                                          |
| Ilhas Baleares        | Ma-13   | -                                                         | Palma de Mallorca - Inca - sa Pobla                                                                     |
| Ilhas Baleares        | Ma-14   | -                                                         | Manacor - Santañí                                                                                       |
| Ilhas Baleares        | Ma-15   | -                                                         | Palma de Mallorca - Cala Rajada                                                                         |
| Ilhas Baleares        | Ma-19   | -                                                         | Palma de Mallorca - S'Arenal - Llucmajor - Santañí - Porto Petro                                        |
| Ilhas Baleares        | Ma-20   | Via de cintura                                            | Ma-1 - Ma-19                                                                                            |
| Ilhas Baleares        | Ma-30   | -                                                         | Ma-19 - Son Sardina                                                                                     |
| Ilhas Baleares        | Me-1    | -                                                         | Mahón - Ciutadella de Menorca                                                                           |
| Canárias              | FV-1    | -                                                         | Puerto del Rosario - Corralejo                                                                          |
| Canárias              | FV-2    | -                                                         | Puerto del Rosario - Morro Jable                                                                        |
| Canárias              | FV-3    | Circunvalación de Puerto del Rosario                      | FV-1 - FV-2                                                                                             |
| Canárias              | GC-1    | -                                                         | Las Palmas de Gran Canaria - Tauro                                                                      |
| Canárias              | GC-2    | -                                                         | Las Palmas de Gran Canaria - Santa María de Guía de Gran Canaria - Agaete                               |
| Canárias              | GC-3    | -                                                         | GC-1 - GC-2                                                                                             |
| Canárias              | GC-4    | -                                                         | GC-3 - Santa Brígida                                                                                    |
| Canárias              | GC-10   | -                                                         | GC-1 - Telde                                                                                            |
| Canárias              | GC-15   | -                                                         | Santa Brígida - Tejeda                                                                                  |
| Canárias              | GC-20   | -                                                         | GC-2 - Arucas                                                                                           |
| Canárias              | GC-21   | -                                                         | Tamaraceite - Artenara                                                                                  |
| Canárias              | GC-23   | Autovía Santa Catalina-Lomo Blanco                        | Santa Catalina - Lomo Blanco                                                                            |
| Canárias              | GC-30   | -                                                         | Firgas - Teror                                                                                          |
| Canárias              | GC-31   | -                                                         | Las Palmas de Gran Canaria - GC-3                                                                       |
| Canárias              | GC-42   | -                                                         | Teror - Vega de San Mateo                                                                               |
| Canárias              | GC-60   | -                                                         | Tejeda - Maspalomas                                                                                     |
| Canárias              | GC-65   | -                                                         | Vecindario - San Bartolomé de Tirajana                                                                  |
| Canárias              | GC-100  | -                                                         | Las Palmas de Gran Canaria - Vecindario                                                                 |
| Canárias              | GC-200  | -                                                         | Agaete - Puerto de Mogán                                                                                |
| Canárias              | GC-300  | -                                                         | Tamaraceite - Firgas                                                                                    |
| Canárias              | GC-500  | -                                                         | Vecindario - Maspalomas - Playa de Mogán                                                                |
| Canárias              | HI-1    | -                                                         | La Frontera - Sabinosa                                                                                  |
| Canárias              | HI-2    | -                                                         | La Frontera - Aeropuerto de El Hierro                                                                   |
| Canárias              | LZ-1    | -                                                         | Arrecife - Orzola                                                                                       |
| Canárias              | LZ-2    | -                                                         | Arrecife - Playa Blanca                                                                                 |
| Canárias              | LZ-3    | Circunvalación de Arrecife                                | LZ-1 - LZ-2                                                                                             |
| Canárias              | LP-1    | -                                                         | Santa Cruz de la Palma - Santa Cruz de la Palma                                                         |
| Canárias              | LP-2    | -                                                         | Santa Cruz de la Palma - El Paso                                                                        |
| Canárias              | TF-1    | Autopista del Sur de Tenerife                             | Santa Cruz de Tenerife - Adeje                                                                          |
| Canárias              | TF-2    | Autovía Interconexión Norte-Sur                           | Guajara (La Laguna) - Añaza (S.C. Tenerife)                                                             |
| Canárias              | TF-3    | -                                                         | - |
| Canárias              | TF-4    | Autovía de Penetración Sur                                | Polígono Costa Sur - Barrio de Cabo-Llanos                                                              |
| Canárias              | TF-5    | Autopista del Norte de Tenerife                           | Santa Cruz de Tenerife - Los Realejos - Icod de los Vinos                                               |
| Canárias              | TF-11   | Autovía del Dique Este a San Andrés                       | Santa Cruz de Tenerife - San Andrés y Sauces                                                            |
| Canárias              | TF-21   | -                                                         | La Orotava - Granadilla                                                                                 |
| Canárias              | TF-24   | -                                                         | La Laguna - El Portillo                                                                                 |
| Canárias              | TF-28   | -                                                         | Taco - Los Cristianos                                                                                   |
| Canárias              | TF-31   | Acceso a Puerto de la Cruz                                | TF-5 - Puerto de la Cruz                                                                                |
| Canárias              | TF-51   | -                                                         | La Camella - Vilaflor                                                                                   |
| Canárias              | TF-64   | -                                                         | Granadilla - El Médano                                                                                  |
| Canárias              | TF-82   | -                                                         | Icod de los Vinos - Armeñime                                                                            |
| Castela-La Mancha     | CM-40   | Autovía de la Alcarria                                    | Guadalajara - Tarancón                                                                                  |
| Castela-La Mancha     | CM-41   | Autovía de la Sagra                                       | A-5 - A-4                                                                                               |
| Castela-La Mancha     | CM-42   | Autovía de los Viñedos                                    | Toledo - Tomelloso                                                                                      |
| Castela-La Mancha     | CM-43   | Autovía de La Solana                                      | Manzanares - La Solana - * - Albacete*                                                                  |
| Castela-La Mancha     | CM-44   | Autovía de Cuarto Centenario                              | Ciudad Real - Valdepeñas                                                                                |
| Castela-La Mancha     | CM-45   | -                                                         | Cuenca - Albacete                                                                                       |
| Castela-La Mancha     | CM-101  | -                                                         | Guadalajara - Jadraque - Almazán                                                                        |
| Castela-La Mancha     | CM-110  | -                                                         | Alcolea del Pinar A-2 - Ayllón                                                                          |
| Castela-La Mancha     | CM-200  | -                                                         | Villamayor de Santiago CM-310 - Tarancón - Fuentelencina N-320                                          |
| Castela-La Mancha     | CM-210  | -                                                         | Villar de Domingo García N-320 - Molina de Aragón - Calatayud                                           |
| Castela-La Mancha     | CM-211  | -                                                         | Minglanilla A-3 - Almodóvar del Pinar                                                                   |
| Castela-La Mancha     | CM-215  | -                                                         | Landete N-330 - Boniches N-420                                                                          |
| Castela-La Mancha     | CM-310  | -                                                         | Alcázar de San Juan - Albalate de las Nogueras CM-210                                                   |
| Castela-La Mancha     | CM-311  | -                                                         | Graja de Iniesta A-3 - Villanueva de la Jara                                                            |
| Castela-La Mancha     | CM-313  | -                                                         | Munera N-430 - Hellín                                                                                   |
| Castela-La Mancha     | CM-330  | -                                                         | Albacete - Casas de Juan Gil - Ayora                                                                    |
| Castela-La Mancha     | CM-400  | -                                                         | Toledo - Sotuélamos N-430                                                                               |
| Castela-La Mancha     | CM-401  | -                                                         | Toledo - Alcaudete de la Jara                                                                           |
| Castela-La Mancha     | CM-403  | -                                                         | Piedrabuena - San Martín de Montalbán CM-401                                                            |
| Castela-La Mancha     | CM-410  | -                                                         | Quintanar de la Orden - Menasalbas                                                                      |
| Castela-La Mancha     | CM-411  | -                                                         | La Nava de Ricomalillo N-502 - Puerto de San Vicente                                                    |
| Castela-La Mancha     | CM-412  | -                                                         | Porzuna - Hellín                                                                                        |
| Castela-La Mancha     | CM-413  | -                                                         | Almagro - Argamasilla de Calatrava                                                                      |
| Castela-La Mancha     | CM-415  | -                                                         | Almadén - N-430                                                                                         |
| Castela e Leão        | CL-101  | -                                                         | Ágreda - Almazán - Castilla-La Mancha                                                                   |
| Castela e Leão        | CL-116  | -                                                         | El Burgo de Osma - Almazán - Aragón                                                                     |
| Castela e Leão        | CL-117  | -                                                         | Salas de los Infantes - Quintanar de la Sierra - Abejar                                                 |
| Castela e Leão        | CL-127  | -                                                         | N-I - Treviño - Obécuri                                                                                 |
| Castela e Leão        | CL-501  | -                                                         | Santa María de Tiétar - Candeleda                                                                       |
| Castela e Leão        | CL-505  | -                                                         | Ávila - Navalperal de Pinares - Comunidad de Madrid                                                     |
| Castela e Leão        | CL-510  | -                                                         | Salamanca - Alba de Tormes - Piedrahita                                                                 |
| Castela e Leão        | CL-517  | -                                                         | Salamanca - Vitigudino - Portugal                                                                       |
| Castela e Leão        | CL-526  | -                                                         | Ciudad Rodrigo - Estremadura                                                                            |
| Castela e Leão        | CL-527  | -                                                         | Zamora - Bermillo de Sayago - Fermoselle - Portugal                                                     |
| Castela e Leão        | CL-600  | Solución supersur de Valladolid, Carretera de las Maricas | Simancas - Tudela de Duero                                                                              |
| Castela e Leão        | CL-601  | -                                                         | Valladolid - Segovia - Puerto de Navacerrada                                                            |
| Castela e Leão        | CL-602  | -                                                         | Toro - Medina del Campo - Cuéllar                                                                       |
| Castela e Leão        | CL-603  | -                                                         | Aranda de Duero - CL-601                                                                                |
| Castela e Leão        | CL-605  | -                                                         | Segovia - Arévalo - Zamora                                                                              |
| Castela e Leão        | CL-607  | -                                                         | CL-601 - CL-605                                                                                         |
| Castela e Leão        | CL-610  | -                                                         | Palencia - Magaz de Pisuerga (A-62)                                                                     |
| Castela e Leão        | CL-612  | -                                                         | Villamartín de Campos - Zamora                                                                          |
| Castela e Leão        | CL-613  | -                                                         | Palencia - Sahagún                                                                                      |
| Castela e Leão        | CL-615  | -                                                         | Palencia - Guardo                                                                                       |
| Castela e Leão        | CL-619  | -                                                         | Magaz - Aranda de Duero                                                                                 |
| Castela e Leão        | CL-620  | -                                                         | Límite con País Vasco - Límite con País Vasco                                                           |
| Castela e Leão        | CL-621  | -                                                         | Mayorga - Valencia de Don Juan - Hospital de Órbigo                                                     |
| Castela e Leão        | CL-622  | -                                                         | Ribaseca - La Bañeza                                                                                    |
| Castela e Leão        | CL-623  | -                                                         | San Andrés de Rabanedo - La Magdalena                                                                   |
| Castela e Leão        | CL-624  | -                                                         | Puente de Villarente - Boñar                                                                            |
| Castela e Leão        | CL-626  | -                                                         | Asturias - La Robla - Guardo - Aguilar de Campoo                                                        |
| Castela e Leão        | CL-627  | -                                                         | Cervera de Pisuerga - Cantabria                                                                         |
| Castela e Leão        | CL-628  | -                                                         | Medina de Pomar - Villarcayo                                                                            |
| Castela e Leão        | CL-629  | -                                                         | Sotopalacios - Villarcayo - País Vasco                                                                  |
| Castela e Leão        | CL-630  | -                                                         | N-623 - Cantabria                                                                                       |
| Castela e Leão        | CL-631  | Carretera de La Espina                                    | Ponferrada - Toreno                                                                                     |
| Castela e Leão        | CL-632  | -                                                         | Briviesca - Cornudilla                                                                                  |
| Castela e Leão        | CL-635  | -                                                         | Burón - Puerto de Tarna - Asturias                                                                      |
| Cantabria             | -       | -                                                         | - |
| Catalunha             | C-12    | Eje Occidental                                            | Amposta - Lérida - Àger                                                                                 |
| Catalunha             | C-13    | Eje del Pallars                                           | Lérida - Tremp - Esterri d'Àneu                                                                         |
| Catalunha             | C-14    | Eje Tarragona-Andorra                                     | Salou - Seo de Urgell                                                                                   |
| Catalunha             | C-15    | Eje Garraf-Anoia                                          | Vilanova i la Geltrú - Igualada                                                                         |
| Catalunha             | C-16    | Autopista C-16 o Eje del Llobregat                        | Barcelona - Berga - Navas - Puigcerdá                                                                   |
| Catalunha             | C-17    | Autovía C-17 o Eje del Congost                            | Barcelona - Vic - Ripoll                                                                                |
| Catalunha             | C-25    | Eje Transversal                                           | Cervera - Manresa - Vic - Gerona                                                                        |
| Catalunha             | C-26    | Eje Prepirinenco                                          | Alfarrás - Olot                                                                                         |
| Catalunha             | C-28    | -                                                         | Vielha e Mijaran - Esterri d'Àneu                                                                       |
| Catalunha             | C-31    | Eje Litoral                                               | El Vendrell - Figueras                                                                                  |
| Catalunha             | C-32    | Autopista de Pau Casals o Corredor del Mediterráneo       | El Vendrell - Tosa de Mar                                                                               |
| Catalunha             | C-33    | Acceso a Barcelona desde la Autopista AP-7                | Montmeló - Barcelona                                                                                    |
| Catalunha             | C-35    | -                                                         | Parets del Vallès - Llagostera                                                                          |
| Catalunha             | C-37    | -                                                         | Valls - Olot                                                                                            |
| Catalunha             | C-38    | -                                                         | Sant Joan de les Abadesses - Molló                                                                      |
| Catalunha             | C-42    | -                                                         | l'Aldea - Tortosa                                                                                       |
| Catalunha             | C-43    | -                                                         | Benifallet - Gandesa                                                                                    |
| Catalunha             | C-44    | -                                                         | L'Hospitalet de l'Infant - Mora la Nova                                                                 |
| Catalunha             | C-45    | -                                                         | Maials - Serós                                                                                          |
| Catalunha             | C-51    | -                                                         | El Vendrell - Valls                                                                                     |
| Catalunha             | C-53    | -                                                         | Vilagrassa - Vallfogona de Balaguer                                                                     |
| Catalunha             | C-55    | -                                                         | Abrera - Solsona                                                                                        |
| Catalunha             | C-58    | Acceso Noroeste de Barcelona                              | Barcelona - Castellbell i el Vilar                                                                      |
| Catalunha             | C-59    | -                                                         | Santa Perpetua de Mogoda - Santa María de Oló                                                           |
| Catalunha             | C-60    | Autopista de la Roca                                      | Mataró - La Roca del Vallès                                                                             |
| Catalunha             | C-61    | -                                                         | Arenys de Mar - Sant Celoni                                                                             |
| Catalunha             | C-63    | Eje Selva-Garrotxa                                        | Lloret de Mar - Olot                                                                                    |
| Catalunha             | C-65    | -                                                         | Sant Feliu de Guíxols - Gerona                                                                          |
| Catalunha             | C-66    | -                                                         | Palafrugell - Besalú                                                                                    |
| Comunidade Valenciana | CV-10   | Autovía de la Plana La Vila-Vella - La Jana               | La Vilavella - La Jana                                                                                  |
| Comunidade Valenciana | CV-11   | Traiguera - Vinaròs (por Sant Rafel del Ríu)              | Traiguera - San Rafael del Rio - Vinaroz                                                                |
| Comunidade Valenciana | CV-12   | Ares del Maestrat - Morella                               | Ares del Maestrat - Morella                                                                             |
| Comunidade Valenciana | CV-13   | Acceso al Aeropuerto de Castellón                         | Torreblanca - Aeropuerto de Castellón                                                                   |
| Comunidade Valenciana | CV-14   | Morella - Sorita                                          | Morella - Zorita del Maestrazgo - Provincia de Teruel                                                   |
| Comunidade Valenciana | CV-15   | La Pobla Tornesa - Vilafranca                             | La Pobla Tornesa - Villafranca del Cid                                                                  |
| Comunidade Valenciana | CV-16   | Castelló - L'Alcora                                       | Castellón - Alcora                                                                                      |
| Comunidade Valenciana | CV-17   | Acceso suroeste a Castellón                               | Castellón - CV-10 Autovía de la Plana                                                                   |
| Comunidade Valenciana | CV-18   | Castelló - Nules                                          | Castellón - Nules                                                                                       |
| Comunidade Valenciana | CV-20   | Vila-real - Puebla de Arenoso                             | Villarreal - Puebla de Arenoso                                                                          |
| Comunidade Valenciana | CV-21   | L'Alcora - Onda                                           | Alcora - Onda                                                                                           |
| Comunidade Valenciana | CV-25   | Llíria - Segorbe                                          | Liria - Segorbe                                                                                         |
| Comunidade Valenciana | CV-30   | Ronda Norte de Valencia                                   | V-30 - V-21                                                                                             |
| Comunidade Valenciana | CV-31   | Distribuidor Comarcal Norte                               | CV-30 - CV-310                                                                                          |
| Comunidade Valenciana | CV-32   | Eje de la Gombalda                                        | A-7 - V-21                                                                                              |
| Comunidade Valenciana | CV-33   | Distribuidor Comarcal Sur                                 | Torrente - V-31                                                                                         |
| Comunidade Valenciana | CV-35   | Autovía de Ademuz València - Ademús                       | Valencia - N-330                                                                                        |
| Comunidade Valenciana | CV-36   | Radial València - Torrent                                 | Valencia - A-7                                                                                          |
| Comunidade Valenciana | CV-37   | Eje del Túria                                             | Manises - Villamarchante                                                                                |
| Comunidade Valenciana | CV-41   | Alzira - Xàtiva                                           | Alcira - Játiva                                                                                         |
| Comunidade Valenciana | CV-41   | Carretera Alcira-Játiva                                   | Alcira - Játiva                                                                                         |
| Comunidade Valenciana | CV-42   | Alzira - Almusafes                                        | Alcira - Almusafes                                                                                      |
| Comunidade Valenciana | CV-43   | Ronda Norte de Alzira                                     | CV-50 - CV-505                                                                                          |
| Comunidade Valenciana | CV-50   | Tavernes de la Valldigna - Llíria                         | Tabernes de Valldigna - Liria                                                                           |
| Comunidade Valenciana | CV-58   | Acceso a Xàtiva por Llosa de Ranes                        | A-7 - Játiva                                                                                            |
| Comunidade Valenciana | CV-60   | L'Ollería - Gandía - Oliva                                | Ollería - Gandía                                                                                        |
| Comunidade Valenciana | CV-62   | Montaverner - Albaida                                     | A-7 - CV-645                                                                                            |
| Comunidade Valenciana | CV-70   | Alcoi - Benidorm                                          | Alcoy - Benidorm                                                                                        |
| Comunidade Valenciana | CV-80   | Sax - Castalla                                            | Sax - Castalla                                                                                          |
| Comunidade Valenciana | CV-81   | Ontinyent - Villena - Yecla                               | Onteniente - Provincia de Murcia por Villena                                                            |
| Comunidade Valenciana | CV-83   | Elda - El Pinós                                           | Elda - Pinoso                                                                                           |
| Comunidade Valenciana | CV-84   | Elx - Novelda                                             | Aspe - Elche                                                                                            |
| Comunidade Valenciana | CV-86   | Via Parque Alacant - Elx i Ronda Norte                    | A-31 - A-7                                                                                              |
| Comunidade Valenciana | CV-91   | Orihuela - Guardamar                                      | Orihuela - Guardamar                                                                                    |
| Comunidade Valenciana | CV-92   | L'Altet - Pilar de la Horadada                            | L'Altet - Pilar de la Horadada                                                                          |
| Comunidade Valenciana | CV-95   | Orihuela - Torrevieja                                     | Orihuela - Torrevieja                                                                                   |
| Estremadura (Espanha) | EX-A1   | Navalmoral de la Mata a Portugal                          | Navalmoral de la Mata - Plasencia - * - Coria - * - Monfortinho (Portugal)                              |
| Estremadura (Espanha) | EX-A2   | Miajadas a las Vegas Altas                                | Miajadas - Don Benito - Villanueva de la Serena                                                         |
| Estremadura (Espanha) | EX-A3   | Zafra a Jerez de los Caballeros                           | Zafra - * - Jerez de los Caballeros                                                                     |
| Estremadura (Espanha) | EX-A4   | Cáceres a Badajoz                                         | Cáceres - * - Badajoz                                                                                   |
| Estremadura (Espanha) | EX-100  | -                                                         | Cáceres - Badajoz                                                                                       |
| Estremadura (Espanha) | EX-101  | -                                                         | N-630 - Zafra - Fregenal de la Sierra                                                                   |
| Estremadura (Espanha) | EX-102  | -                                                         | Miajadas - Guadalupe - Provincia de Toledo                                                              |
| Estremadura (Espanha) | EX-103  | -                                                         | Puebla de Alcocer - Llerena - EX-201                                                                    |
| Estremadura (Espanha) | EX-104  | -                                                         | Villanueva de la Serena - Castuera - Provincia de Córdoba                                               |
| Estremadura (Espanha) | EX-105  | -                                                         | Don Benito - Almendralejo - Portugal                                                                    |
| Estremadura (Espanha) | EX-106  | -                                                         | Miajadas - Don Benito                                                                                   |
| Estremadura (Espanha) | EX-107  | -                                                         | Badajoz - Portugal                                                                                      |
| Estremadura (Espanha) | EX-108  | -                                                         | Navalmoral de la Mata - Coria - Portugal                                                                |
| Estremadura (Espanha) | EX-109  | -                                                         | N-630 - Coria - Provincia de Salamanca                                                                  |
| Estremadura (Espanha) | EX-110  | -                                                         | Valencia de Alcántara - Badajoz                                                                         |
| Estremadura (Espanha) | EX-111  | -                                                         | Azuaga - Quintana de la Serena - EX-103                                                                 |
| Estremadura (Espanha) | EX-112  | -                                                         | Zafra - Villanueva del Fresno                                                                           |
| Estremadura (Espanha) | EX-114  | -                                                         | EX-103 - Quintana de la Serena                                                                          |
| Estremadura (Espanha) | EX-115  | -                                                         | N-430 - Quintana de la Serena                                                                           |
| Estremadura (Espanha) | EX-116  | -                                                         | N-430 - Puertollano - EX-102                                                                            |
| Estremadura (Espanha) | EX-117  | -                                                         | N-521 - Alcántara - EX-108                                                                              |
| Estremadura (Espanha) | EX-118  | -                                                         | Guadalupe - Navalmoral de la Mata                                                                       |
| Estremadura (Espanha) | EX-119  | -                                                         | Navalmoral de la Mata - Jarandilla de la Vera                                                           |
| Galiza                | AG-53   | Autopista Central Galega                                  | AP-53 - * - Ourense                                                                                     |
| Galiza                | AG-54   | Autovía del Salnés                                        | AP-9 Barro - Sanxenxo                                                                                   |
| Galiza                | AG-55   | -                                                         | Corunha - Carballo - * - Cee-Corcubión                                                                  |
| Galiza                | AG-55   | -                                                         | Carballo - * - Cee-Corcubión                                                                            |
| Galiza                | AG-56   | Autovía del Barbanza                                      | AP-9 - Padrón - Santa Euxenia de Ribeira                                                                |
| Galiza                | AG-57   | Autopista del Valle Miñor                                 | VG-20 - Vigo - Bayona                                                                                   |
| Galiza                | AG-57N  | -                                                         | AG-57 - Nigrán                                                                                          |
| Galiza                | AG-58   | -                                                         | Santiago - * - Brión - * - Noya                                                                         |
| Galiza                | AG-59   | -                                                         | Santiago - * - Puentevea - * - La Estrada                                                               |
| Galiza                | AG-64   | -                                                         | Ferrol - Pontes de García Rodríguez - * - Cabreiros - * - Villalba - * - A-8                            |
| Galiza                | CG-2.1  | -                                                         | Monforte - Lalín                                                                                        |
| Galiza                | CG-2.2  | -                                                         | Nadela - Sarria                                                                                         |
| Galiza                | CG-4.1  | -                                                         | Rande - Cangas                                                                                          |
| Galiza                | CR-3    | -                                                         | Lalín - Chantada - A-75                                                                                 |
| Galiza                | CR-4    | Corredor del Morrazo                                      | AP-9 Rande - Moaña - Cangas                                                                             |
| Galiza                | CR-5    | -                                                         | Nadela - * - Sarria - * - Monforte de Lemos                                                             |
| Galiza                | CR-6    | -                                                         | Ourense - * - Celanova - * - Fronteira portuguesa                                                       |
| Galiza                | VRG-2.1 | -                                                         | Monforte CRG-2.1 - Monforte de Lemos LU-617                                                             |
| Galiza                | VRG-41  | -                                                         | Nogueira de Ramuín - * - Noalla                                                                         |
| Galiza                | VG-1.1  | -                                                         | Padrón - Ribeira                                                                                        |
| Galiza                | VG-1.2  | -                                                         | Vilar do Colo - Mugardos                                                                                |
| Galiza                | VG-4.1  | -                                                         | Curro - A Lanzada                                                                                       |
| Galiza                | VG-4.2  | -                                                         | VG-4.1 - Cambados                                                                                       |
| Galiza                | VG-4.3  | -                                                         | Cambados - Villagarcía de Arosa                                                                         |
| Galiza                | VG-4.4  | Corredor de Circunvalación de Marín                       | Carballo do Paço - Marín - Ardán                                                                        |
| Galiza                | VG-4.5  | Vía Rápida de Prolongación Sur del Corredor do Morraço    | Moaña - Cangas                                                                                          |
| Galiza                | VG-4.6  | Vía Rápida de Prolongación Oeste del Corredor do Morraço  | Cangas - Menduiña                                                                                       |
| Galiza                | VG-4.7  | -                                                         | Vilagarcía de Arousa N-630 - Vilagarcía de Aurosa PO-548                                                |
| Galiza                | VG-4.8  | -                                                         | Poyo - Campañó                                                                                          |
| Galiza                | OU-536  | -                                                         | Ourense - Póvoa de Trives                                                                               |
| Galiza                | OU-636  | -                                                         | Póvoa de Trives - Petín de Valdeorras                                                                   |
| La Rioja              | -       | -                                                         | - |
| Madrid                | M-607   | Autovía de Colmenar Viejo                                 | Madrid - Tres Cantos - Colmenar Viejo - Cerceda - Navacerrada                                           |
| Madrid                | M-500   | Carretera de Castilla                                     | Madrid/M-30/Puente de los Franceses - A-6 (Aravaca)                                                     |
| Madrid                | M-501   | Autovía de Los Pantanos                                   | M-40 - Boadilla del Monte - Brunete - Navas del Rey - Pelayos de la Presa - San Martin de Valdeiglesias |
| Madrid                | M-503   | Autovía eje noroeste/Via de las Dos Castillas             | M-500/-Madrid (Aravaca) - Pozuelo de Alarcón - Majadahonda - Villanueva de la Cañada                    |
| Madrid                | M-505   | Carretera de El Escorial                                  | Las Rozas de Madrid - Galapagar - El Escorial                                                           |
| Madrid                | M-506   | Autovía de Pinto                                          | San Martín de la Vega - Pinto - Villaviciosa de Odón                                                    |
| Madrid                | M-406   | -                                                         | Getafe - Leganés - Alcorcón                                                                             |
| Madrid                | M-407   | Autovía de Polvoranca                                     | Fuenlabrada - Leganés                                                                                   |
| Madrid                | M-408   | Carretera Parla a Pinto                                   | Parla - Pinto                                                                                           |
| Madrid                | M-409   | -                                                         | Leganés - Fuenlabrada                                                                                   |
| Madrid                | M-410   | Eje Madrid Sur                                            | Arroyomolinos - Humanes de Madrid - Parla - Valdemoro                                                   |
| Murcia                | C-330   | -                                                         | Provincia de Granada - Caravaca de la Cruz                                                              |
| Murcia                | C-415   | -                                                         | Alcantarilla - Caravaca de la Cruz                                                                      |
| Murcia                | C-3211  | -                                                         | Águilas - Lorca - Caravaca de la Cruz                                                                   |
| Murcia                | C-3223  | -                                                         | Yecla - Provincia de Alicante                                                                           |
| Murcia                | C-3314  | -                                                         | C-415 - Jumilla                                                                                         |
| Murcia                | C-3315  | -                                                         | MU-603 - Mazarrón                                                                                       |
| Murcia                | C-3319  | -                                                         | Baños y Mendigo - San Javier                                                                            |
| Murcia                | MU-301  | -                                                         | MU-300 MU-304 - San Javier                                                                              |
| Murcia                | MU-303  | -                                                         | Santomera - Alquerías                                                                                   |
| Murcia                | MU-304  | -                                                         | MU-300 - Alquerías                                                                                      |
| Murcia                | MU-312  | -                                                         | El Algar - La Manga del Mar Menor                                                                       |
| Murcia                | MU-412  | -                                                         | C-3223 - Abanilla                                                                                       |
| Murcia                | MU-414  | -                                                         | Santomera - Abanilla                                                                                    |
| Murcia                | MU-602  | -                                                         | Cartagena - Alhama de Murcia                                                                            |
| Murcia                | MU-603  | -                                                         | MU-602 - C-3315                                                                                         |
| Navarra               | NA-112  | -                                                         | Los Arcos - Agoncillo                                                                                   |
| Navarra               | NA-115  | -                                                         | Tafalla - Peralta - Rincón de Soto                                                                      |
| Navarra               | NA-120  | -                                                         | Estella - Beasain                                                                                       |
| Navarra               | NA-122  | -                                                         | Estella - Andosilla                                                                                     |
| Navarra               | NA-123  | -                                                         | Lodosa - El Villar                                                                                      |
| Navarra               | NA-125  | -                                                         | Tudela - Ejea de los Caballeros                                                                         |
| Navarra               | NA-126  | -                                                         | Tudela - Tauste                                                                                         |
| Navarra               | NA-127  | -                                                         | Sangüesa - Sos del Rey                                                                                  |
| Navarra               | NA-128  | -                                                         | Peralta - Carcastillo - Província de Saragoça                                                           |
| Navarra               | NA-129  | -                                                         | Acedo - Lodosa                                                                                          |
| Navarra               | NA-132  | -                                                         | Estella - Tafalla - Lumbier                                                                             |
| Navarra               | NA-132A | -                                                         | Estella - Vitoria                                                                                       |
| Navarra               | NA-132B | -                                                         | Variante de Igúzquiza                                                                                   |
| Navarra               | NA-134  | Eje del Ebro                                              | Tudela - Logroño                                                                                        |
| Navarra               | NA-137  | -                                                         | Burgui - Isaba                                                                                          |
| Navarra               | NA-138  | -                                                         | Pamplona - Alduides - Francia                                                                           |
| Navarra               | NA-140  | -                                                         | Burguete - Isaba                                                                                        |
| Navarra               | NA-150  | -                                                         | Pamplona - Aoiz - Lumbier                                                                               |
| Navarra               | NA-160  | -                                                         | Tudela - Fitero                                                                                         |
| Navarra               | NA-161  | -                                                         | Corella - Rincón de Soto                                                                                |
| Navarra               | NA-170  | -                                                         | A-15 - Santesteban                                                                                      |
| Navarra               | NA-176  | -                                                         | Garde - Ansó                                                                                            |
| Navarra               | NA-178  | -                                                         | Lumbier - Navascués - Escároz                                                                           |
| Navarra               | NA-214  | -                                                         | Navascués - Burgui                                                                                      |
| Navarra               | NA-234  | -                                                         | Campanas - Urroz                                                                                        |
| Navarra               | NA-411  | -                                                         | A-15 - Ostiz                                                                                            |
| Navarra               | NA-534  | -                                                         | Venta Judas - Aibar - Carcastillo                                                                       |
| Navarra               | NA-601  | -                                                         | Campanas - Lerín                                                                                        |
| Navarra               | NA-624  | -                                                         | Peralta - Andosilla                                                                                     |
| Navarra               | NA-653  | -                                                         | Altos de Peralta - San Adrián                                                                           |
| Navarra               | NA-660  | -                                                         | Ventas de Altas - Cadreita                                                                              |
| Navarra               | NA-666  | -                                                         | Allo - Sesma                                                                                            |
| Navarra               | NA-700  | -                                                         | Pamplona - Estella                                                                                      |
| Navarra               | NA-718  | -                                                         | Estella - Olazti                                                                                        |
| Navarra               | NA-743  | -                                                         | Genevilla - Marañón                                                                                     |
| País Basco            | BI-625  | Carretera Orduña-Bilbao                                   | Orduña - Bilbao                                                                                         |
| País Basco            | BI-636  | Autovía del Cadagua                                       | Bilbao - Sodupe - Valmaseda                                                                             |
| País Basco            | GI-131  | Autovía del Urumea                                        | Andoain - San Sebastián                                                                                 |
| País Basco            | GI-632  | -                                                         | Durango - Bergara - Beasáin                                                                             |

(* em construção o projecto)